# スムーズ
| ウィキペディアには「スムーズ」という見出しの百科事典記事はありません（タイトルに「スムーズ」を含むページの一覧/「スムーズ」で始まるページの一覧）。 代わりにウィクショナリーのページ「スムーズ」が役に立つかもしれません。 |